# Patrick Geddes
Patrick Geddes (født 2. oktober 1854 i Ballater, død 17. april 1932 i Montpellier) var en skotsk biolog, også kendt som en innovativ tænker indenfor områder som byplanlægning og uddannelse. Han var ansvarlig for indførelsen af konceptet ”region” i arkitektur og planlægning og er også kendt for at have opfundet termen konurbation .

## Reference
1. ↑    - CASA News: Patrick Geddes and the Digtial Age Arkiveret 8. juli 2007 hos  Wayback Machine